# Nová Ves u Jarošova
Nová Ves u Jarošova – miejscowość i gmina (obec) w Czechach, w kraju pardubickim, w powiecie Svitavy. W 2022 roku liczyła 67 mieszkańców.